# Obraz Matki Bożej Pocieszenia (Górka Duchowna)
Obraz Matki Bożej Pocieszenia – obraz Matki Bożej znajdujący się w kościele w Górce Duchownej.

## Historia Obrazu
W 1410 szalała na tym terenie zaraza. Benedyktyni, którzy zarządzali kościołem, sprowadzili z Lubinia obraz Matki Bożej Pocieszenia. Według legendy przybył on do Lubinia z Cluny. Miejscowa ludność ocalała i obraz pozostał na stałe w góreckiej świątyni. W XVIII wieku został oficjalnie uznany za cudowny. W 1710 spłonęła plebania wraz z archiwum. Kolejny pożar był znacznie tragiczniejszy — w 1927 spłonął kościół, a obraz uległ zniszczeniu. Ocalały tylko złote sukienki, korony, srebrna rama i wota. Wierną kopię obrazu na miedzianej blasze wykonał uczeń Jana Matejki Marian Szczurowski. W czasie okupacji niemieckiej obraz był przechowywany za uszkodzoną zasłoną. Po wojnie z 21 na 22 września 1964 obraz został skradziony wraz wotami, ale złodzieje porzucili wizerunek w okolicach torów kolejowych.

## Opis Obrazu
Obraz o wymiarach 38 x 53 cm namalowany był przez nieznanego malarza na metalowej blasze. Maryja trzyma Dziecię Jezus na prawej ręce i lewą przytula je do siebie. Głowę ma nachyloną ku Dziecięciu, które tuli się do Niej obejmując Ją prawą ręką za szyję. Oczy Madonny są półprzymknięte, a na ustach ma subtelny uśmiech. Część badaczy umieszcza ten obraz w szkole sienieńsko-toskańskiej, inna część przypisuje go z czeskim kręgiem artystycznym.

## Koronacja Obrazu
Uroczystość koronacji obrazu koronami papieskimi miała miejsce 28 sierpnia 1966. Metropolita poznański abp Antoni Baraniak przewodniczył uroczystościom, w których wzięło udział liczne duchowieństwo oraz 50 tysięcy wiernych.

## Kult Obrazu
Początek kultu to XV wiek, źródła podają, że już w tym stuleciu zaczęły przybywać pierwsze pielgrzymki. Wierni przybywali z Dolska, Gostynia, Kościana, Krobi, Krzywinia, Osiecznej, Poznania, Śmigla, Śremu, Wschowy – stanowili przedstawicieli wszystkich stanów. Wśród pielgrzymów był św. Stanisław Kostka oraz ks. Karol Antoniewicz. W 1748 przy sanktuarium powołano Bractwo Matki Bożej Pocieszenia, mające w swoich szeregach czcicieli wszystkich stanów. Z zachowanych księgi cudów Matki Bożej Góreckiej wiele relacji dotyczy przywrócenie wzroku. Po wezwaniu Pani Góreckiej na oczy przejrzeli: karczmarka Anna z Wołkowa w 1749, parobek Filip z Targowiska w 1749, córeczka państwa Chrościckich w 1750, panna Teresa Ganowiczówna w 1743 oraz przedstawiciele duchowieństwa jak np. brat Franciszek Kaliszewski bernardyn w 1753.